# Merat Elshalaf
Merat Elshalaf (tiếng Ả Rập: معراة الشلف) là một ngôi làng Syria nằm ở Qurqania Nahiyah ở huyện Harem, Idlib. Theo Cục Thống kê Trung ương Syria (CBS), Meraf Elshalaf có dân số 1600 người trong cuộc điều tra dân số năm 2004.